# Karita
Karita Tanasevič, 2007 è un genere di ragni appartenente alla famiglia Linyphiidae.

## Distribuzione
L'unica specie oggi attribuita a questo genere è stata reperita nell'areale compreso fra l'Europa settentrionale e la Siberia occidentale: in particolare sono stati rinvenuti esemplari in Irlanda, Gran Bretagna, Belgio, Germania e alcune località della Russia.

## Tassonomia
A dicembre 2011, si compone di una specie:
- Karita paludosa (Duffey, 1971)[3] — Irlanda, Gran Bretagna, Belgio, Germania, Russia